# Première circonscription du Haut-Rhin
La première circonscription du Haut-Rhin est une circonscription législative française composée de quatre cantons. La droite traditionnelle ou centriste s'y impose régulièrement lors des élections nationales et locales depuis son existence en 1958.

## Description géographique et sociologique

### De 1958 à 1986
Le département avait cinq circonscriptions.
La première circonscription du Haut-Rhin était composée de :
- canton d'Andolsheim
- canton de Colmar (divisé en Colmar-Nord et Colmar-Sud)
- canton de Kaysersberg
- canton de Lapoutroie
- canton de Ribeauvillé
- canton de Sainte-Marie-aux-Mines

Source : Journal Officiel du 14-15 Octobre 1958.

### Depuis 1988
La 1re circonscription du Haut-Rhin est constituée de quatre cantons :
- Canton d'Andolsheim
- Canton de Colmar-Nord
- Canton de Colmar-Sud
- Canton de Neuf-Brisach

La circonscription est assez largement catholique, la ville de Colmar et le canton de Neuf-Brisach sont notamment très nettement catholiques. Le canton d'Andolsheim est majoritairement protestant, tout comme quelques communes du canton de Neuf-Brisach. Cette relative hétérogénéité religieuse n'est pas sans avoir eu des conséquences politiques importantes jusqu'à aujourd'hui.
Historiquement entièrement germanophone, la circonscription de Colmar maintient un fort niveau de pratique du dialecte, et cela aussi bien à Colmar que dans les cantons ruraux de Neuf-Brisach et Andolsheim. Une majorité de la population déclare comprendre et pratiquer l'alsacien. Fief durant l'entre-deux-guerres de l'autonomisme, le français n'y a été couramment employé qu'à partir des années 1950-1960.

## Description politique
Longtemps fief du député catholique autonomiste Joseph Rossé, qui y fut élu en 1928,1932 et 1936, la circonscription de Colmar a été dominée jusqu'en 1958 par la démocratie-chrétienne, incarnée par l'Union populaire républicaine de 1919 à 1939, puis par le MRP et son représentant charismatique, le maire de Colmar Joseph Rey, député de 1956 à 1958. Les élections de 1958 marquèrent cependant une importante rupture de cette tradition, Joseph Rey étant battu par le candidat gaulliste Edmond Borocco, qui l'emporta alors avec le soutien informel des socialistes.
Les débuts de la Ve république furent dès lors caractérisés - à l'instar de l'ensemble de l'Alsace - par une succession d'affrontements entre candidats de la droite gaulliste et représentants du centre-droit démocrate-chrétien, ici particulièrement antigaulliste. Si les scrutins législatifs furent assez facilement remportés par Edmond Borocco de 1958 à 1973 contre des candidats MRP peu connus, qui réalisaient cependant de bons scores à Colmar, les élections locales marquaient une permanence des notables démocrates-chrétiens, Joseph Rey conserva la mairie de Colmar jusqu'en 1977. En 1965, la circonscription affirmait son attachement à la personne du général de Gaulle à plus de 79 % au second tour. Les élections de 1973 renversèrent cependant cette tendance favorable aux députés gaullistes alsaciens. Borocco subit de plein fouet le reflux gaulliste et la remontée démocrate-chrétienne, étant battu par le candidat Réformateur - Centre démocrate Justin Hausherr (52,7 %), proche de Rey. Le député sortant ne l'emportait alors qu'à Lapoutroie et Sainte-Marie-aux-Mines.
Le renversement de la domination gaulliste laissa la place à une domination non moins forte de la démocratie-chrétienne, qui dut cependant faire face à une montée du PS à partir de 1976. Lors des élections cantonales à Colmar le député Hausherr fut battu par un jeune socialiste peu connu, le poussant ainsi à renoncer à une nouvelle candidature en 1978. Les élections de 1978 ne marquèrent cependant pas de réelle poussée du PS, le candidat de l'UDF-CDS Jean-Paul Fuchs, adjoint au maire de Colmar, l'emportant facilement et sur le RPR et sur le PS, tous deux bien en deçà de leurs espérances. Il fut réélu au premier tour en 1981. La réforme électorale de 1986 modifia par ailleurs considérablement la circonscription, jusqu'alors très étendue au nord du département jusqu'aux vallées vosgiennes, elle fut en effet scindée en deux. Une nouvelle circonscription, centrée autour de Ribeauvillé, fut établie, la circonscription de Colmar ne regroupant plus que la préfecture et les cantons de Neuf-Brisach et Andolsheim.
En dépit de ses attaches colmariennes, Jean-Paul Fuchs choisit en 1988 de se présenter à Ribeauvillé, où il fut élu au premier tour, laissant au maire de Colmar, Edmond Gerrer, le soin de représenter l'UDF-RPR à Colmar. Celui-ci fut élu au second tour contre un candidat d'ouverture de centre-gauche, B. Rodenstein, qui ne réalisa que 41 % des voix. En 1993, sans doute marqué par une certaine usure et une volonté de renouvellement de l'électorat, Gerrer fut nettement devancé au premier tour par son ancien suppléant Gilbert Meyer (RPR), alors conseiller général de Neuf-Brisach, qui fut seul présent au second tour. Ce dernier fut réélu facilement en 1997 et passa même au premier tour en 2002.
Circonscription centrée autour de la ville de Colmar, qui représente plus de la moitié de la population, la 1re Circonscription est assez nettement marquée à droite, avec une tendance démocrate-chrétienne. Lors de la présidentielle de 1988 elle avait choisi Chirac avec plus de 52 %. En 1995, elle votait Édouard Balladur (25 %) puis Chirac (58,6 %) au 2e tour. En 2002, Le Pen (22,7 %) y devançait Chirac (19,8 %), Jospin ne réalisant que 11,7 % des voix.
Les députés Gerrer et Meyer ont tous les deux bénéficié de leur implantation dans la préfecture (Gerrer en a été le maire de 1977 à 1995, Meyer lui a depuis succédé) ainsi que de l'orientation marquée à droite des cantons ruraux de Neuf-Brisach (dont Meyer a été le conseiller général) et d'Andolsheim. La gauche a été absente du 2e tour en 1993, et n'a pas dépassé 41 % en 1988 et 1997. En 2002 Gilbert Meyer a été réélu au 1er tour avec plus de 52 % des voix. On note aussi, comme dans l'ensemble de l'Alsace, une forte présence du FN, notamment dans le canton de Neuf-Brisach, mais aussi dans les quartiers "populaires" de Colmar.
À l'occasion des élections présidentielle et législatives de 2007, la circonscription, au diapason des tendances alsaciennes, a réaffirmé très fortement son ancrage à droite. Par ailleurs, les élections législatives ont été l'occasion pour les électeurs de la circonscription d'affirmer, dans des proportions assez proches de celle de 1993, leur volonté de renouvellement à l'intérieur de la droite. Le premier tour de la présidentielle plaçait Nicolas Sarkozy très largement en tête, rassemblant 36 % des suffrages, et doublant presque le score de Jacques Chirac en 2002. François Bayrou arrivait en seconde position et réalisait une très bonne performance, avec 21,8 % des voix il doublait son score de 2002, affirmant la remontée d'un courant démocrate-chrétien de centre-droit ici comme dans l'ensemble de l'Alsace. Ségolène Royal n'arrivait que troisième avec 17 %, un score comparable à celui de Lionel Jospin en 1995. Enfin, Jean-Marie Le Pen connaissait un recul important, perdant près de 10 points par rapport à 2002, et n'atteignant que 13,4 % des voix. Ses voix se sont portées vers Nicolas Sarkozy, et, dans une moindre mesure, vers François Bayrou. Le second confirma et amplifia même les tendances du 22 avril, Nicolas Sarkozy réalisant le meilleur score d'un candidat de droite depuis Valéry Giscard d'Estaing en 1974, il obtenait en effet 64,7 %, frôlant 62 % à Colmar, dépassant 67 % à Neuf-Brisach et 69 % à Andolsheim. À l'inverse Ségolène Royal, déjà arrivée troisième dans l'ensemble des cantons de la circonscription au premier tour, ne dépassait pas 40 % à Colmar et 35 % dans les cantons ruraux.
Cette large domination de la droite à l’élection présidentielle fut confirmée aux élections législatives de juin, mais dans le cadre d'un forte division à droite, conduisant à la défaite surprise du député sortant et maire de Colmar, Gilbert Meyer, battu très largement par le candidat UMP dissident et conseiller général d'Andolsheim, Eric Straumann. Le premier tour des élections constitua de fait la principale surprise des élections en Alsace, Gilbert Meyer, élu au premier tour en 2002, ne réalisait plus - en dépit du soutien de l'UMP - que 31,5 %, arrivant en tête à Colmar et Neuf-Brisach, mais étant largement distancé à Andolsheim par son adversaire E. Straumann. Celui-ci talonnait d'ailleurs le député sortant sur l'ensemble de la circonscription, atteignant 30,5 %, et 24 % à Colmar, où son suppléant, Roland Wagner, était bien implanté. Cette concurrence avait largement marginalisé les autres candidats. Le représentant du PS et conseiller général de Neuf-Brisach, H. Miehe, n'obtenait que 15 % des voix, perdant plus de 5 points par rapport à 2002, même s'il réalisait une bonne performance dans son canton, en arrivant second derrière Gilbert Meyer. La candidate Modem, O. Uhlrich-Mallet, conseillère municipal de Colmar, obtenait 10,5 % des voix, en nette régression par rapport au résultat de François Bayrou, et ne dépassait pas 13 % dans le chef-lieu. Elle avait été affaiblie par la position ambiguë de François Bayrou lors du second tour de la présidentielle, mal comprise par les électeurs alsaciens s'étant très largement reportés sur N. Sarkozy, mais aussi de la primaire informelle entre Gilbert Meyer et Eric Straumann. Bénéficiant de cette forte volonté de renouveau exprimée lors du premier tour, Eric Straumann l'emporta très facilement au second tour, dépassant 66 % des suffrages. L'ampleur de sa victoire - il dépassait 60 % dans l'ensemble des cantons et frôlait 80 % à Andolsheim - surprit tous les observateurs. Plus largement la défaite de Gilbert Meyer n'est pas sans rappeler l'échec de son prédécesseur, Edmond Gerrer, en 1993, lui aussi battu très largement par un dissident de droite, alors Gilbert Meyer, en raison d'une usure certaine. E. Straumann est annoncé comme probable successeur de Gilbert Meyer à la Mairie de Colmar.
Dans l'ensemble la géographie électorale de la circonscription ne sort pas modifiée par les échéances de 2007, la droite renforçant au contraire sa domination. Les résultats obtenus par Nicolas Sarkozy, tant au premier tour qu'au second, perpétue une légère différence entre la ville de Colmar et les cantons ruraux, plus marqués à droite. Cependant cette différence reste très relative, et la préfecture a très largement confirmé son ancrage à droite, ne plaçant Ségolène Royal qu'en troisième position avec moins de 20 % le 22 avril, et n'y dépassant pas 38 % au second tour. La domination à Neuf-Brisach est de l'ordre de 2/3 à droite, 1/3 à droite. Enfin à Andolsheim, Nicolas Sarkozy s'est approché des 70 %. Les résultats obtenus par François Bayrou confirme la persistance d'un vote de centre-droit démocrate-chrétien aussi bien à Colmar (21,5 %) qu'à Andolsheim (23,7 %), mais la position "ni droite, ni gauche" du candidat n'a pas été suivie par ses électeurs au second tour, et a considérablement affaibli ses partisans par la suite, l'électorat UDF se reportant ici sur les candidats UMP. Les élections législatives ont largement confirmé cet ancrage à droite, l'usure du député sortant, et les critiques adressées contre son bilan municipal, ne profitant qu'au candidat dissident de l'UMP, même si l'on a pu noter le bon score du candidat PS dans son canton, marque d'une reconnaissance personnelle plus que d'un positionnement de gauche, comme l'ont montré les résultats de la présidentielle dans ce canton.

## Historique des résultats
| Législature | Début de mandat | Fin de mandat  | Député            | Parti politique | Observations |
| ----------- | --------------- | -------------- | ----------------- | --------------- | --- |
| Ire         | 9 décembre 1958 | 9 octobre 1962 | Edmond Borocco    | UDR             | Conseiller général et municipal de Colmar. Mandat écourté à la suite d'une dissolution parlementaire décidée par Charles de Gaulle.                            |
| IIe         | 6 décembre 1962 | 2 avril 1967   | Edmond Borocco    | UDR             | Conseiller général et municipal de Colmar. |
| IIIe        | 3 avril 1967    | 30 mai 1968    | Edmond Borocco    | UDR             | Conseiller général et municipal de Colmar. Mandat écourté à la suite d'une dissolution parlementaire décidée par Charles de Gaulle.                            |
| IVe         | 11 juillet 1968 | 1er avril 1973 | Edmond Borocco    | UDR             | Conseiller général et municipal de Colmar. |
| Ve          | 2 avril 1973    | 2 avril 1978   | Justin Hausherr   | CDP             | Conseiller général et municipal de Colmar. |
| VIe         | 3 avril 1978    | 22 mai 1981    | Jean-Paul Fuchs   | UDF-CDS         | Mandat écourté à la suite d'une dissolution parlementaire décidée par François Mitterrand.                                                                     |
| VIIe        | 2 juillet 1981  | 1er avril 1986 | Jean-Paul Fuchs   | UDF-CDS         | |
| VIIIe       | 2 avril 1986    | 14 mai 1988    | Jean-Paul Fuchs   | UDF-CDS         | Proportionnelle par département, pas de député par circonscription. Mandat écourté à la suite d'une dissolution parlementaire décidée par François Mitterrand. |
| IXe         | 23 juin 1988    | 1er avril 1993 | Edmond Gerrer     | UDF-CDS         | Maire de Colmar |
| Xe          | 2 avril 1993    | 21 avril 1997  | Gilbert Meyer     | RPR             | Maire de Colmar. Mandat écourté à la suite d'une dissolution parlementaire décidée par Jacques Chirac.                                                         |
| XIe         | 12 juin 1997    | 18 juin 2002   | Gilbert Meyer     | RPR             | Maire de Colmar. |
| XIIe        | 19 juin 2002    | 19 juin 2007   | Gilbert Meyer     | UMP             | Maire de Colmar. |
| XIIIe       | 20 juin 2007    | 19 juin 2012   | Éric Straumann    | UMP             | Maire de Houssen. |
| XIVe        | 20 juin 2012    | 20 juin 2017   | Éric Straumann    | UMP             | |
| XVe         | 21 juin 2017    | 21 juin 2022   | Éric Straumann    | LR              | |
| XVIe        | 22 juin 2022    | 9 juin 2024    | Brigitte Klinkert | RE              | Mandat écourté à la suite d'une dissolution parlementaire décidée par Emmanuel Macron.                                                                         |
| XVIIe       | 8 juillet 2024  | En cours       | Brigitte Klinkert | RE              | |

## Historique des élections

### Élections de 1958
| Candidat       | Candidat           | Parti          | Premier tour | Premier tour | Second tour | Second tour |  |
| Candidat       | Candidat           | Parti          | Voix         | %            | Voix        | %           |  |
| -------------- | ------------------ | -------------- | ------------ | ------------ | ----------- | ----------- |  |
|                | Joseph Rey         | MRP            | 22 676       | 44,58        | 20 135      | 38,28       |  |
|                | Edmond Borocco élu | UNR            | 18 135       | 35,65        | 26 419      | 50,23       |  |
|                | Édouard Richard    | SFIO           | 7 181        | 14,12        | 3 885       | 7,39        |  |
|                | Charles Metzger    | PCF            | 2 872        | 5,65         | 2 159       | 4,1         |  |
|                |                    |                |              |              |             |             |  |
| Inscrits       | Inscrits           | Inscrits       | 67 247       | 100,00       | 67 240      | 100,00      |  |
| Abstentions    | Abstentions        | Abstentions    | 14 284       | 21,24        | 13 376      | 19,89       |  |
| Votants        | Votants            | Votants        | 52 963       | 78,76        | 53 864      | 80,11       |  |
| Blancs et nuls | Blancs et nuls     | Blancs et nuls | 2 099        | 3,96         | 1 266       | 2,35        |  |
| Exprimés       | Exprimés           | Exprimés       | 50 864       | 96,04        | 52 598      | 97,65       |  |

Théo Faller, Viticulteur, conseiller municipal de Kientzheim, conseiller général du canton de Kaysersberg, était le suppléant d'Edmond Borocco.

### Élections de 1962
|                | Edmond Borocco sortant réélu | UNR-UDT        | 30 844 | 65,29  |  |  |  |
|                | Edmond Gerrer                | MRP            | 9 614  | 20,35  |  |  |  |
|                | Jean Ulmer                   | SFIO           | 4 182  | 8,85   |  |  |  |
|                | Charles Metzger              | PCF            | 2 604  | 5,51   |  |  |  |
|                |                              |                |        |        |  |  |  |
| Inscrits       | Inscrits                     | Inscrits       | 68 645 | 100,00 |  |  |  |
| Abstentions    | Abstentions                  | Abstentions    | 19 199 | 27,97  |  |  |  |
| Votants        | Votants                      | Votants        | 49 446 | 72,03  |  |  |  |
| Blancs et nuls | Blancs et nuls               | Blancs et nuls | 2 202  | 4,45   |  |  |  |
| Exprimés       | Exprimés                     | Exprimés       | 47 244 | 95,55  |  |  |  |

Théo Faller était le suppléant d'Edmond Borocco.

### Élections de 1967
|                | Edmond Borocco sortant réélu | UD-Ve          | 28 521 | 53,1   |  |  |  |
|                | Edmond Gerrer                | CD (PDM)       | 16 535 | 30,79  |  |  |  |
|                | Fernand Wagner               | FGDS           | 4 762  | 8,87   |  |  |  |
|                | Romain Lieby                 | PCF            | 3 889  | 7,24   |  |  |  |
|                |                              |                |        |        |  |  |  |
| Inscrits       | Inscrits                     | Inscrits       | 67 176 | 100,00 |  |  |  |
| Abstentions    | Abstentions                  | Abstentions    | 10 863 | 16,17  |  |  |  |
| Votants        | Votants                      | Votants        | 56 313 | 83,83  |  |  |  |
| Blancs et nuls | Blancs et nuls               | Blancs et nuls | 2 606  | 4,63   |  |  |  |
| Exprimés       | Exprimés                     | Exprimés       | 53 707 | 95,37  |  |  |  |

Théo Faller était le suppléant d'Edmond Borocco.

### Élections de 1968
|                | Edmond Borocco sortant réélu | UDR (URP)      | 31 321 | 59,68  |  |  |  |
|                | Jean-Paul Fuchs              | CD (PDM)       | 14 603 | 27,82  |  |  |  |
|                | Jean Huve                    | FGDS (SFIO)    | 3 565  | 6,79   |  |  |  |
|                | Romain Lieby                 | PCF            | 2 995  | 5,71   |  |  |  |
|                |                              |                |        |        |  |  |  |
| Inscrits       | Inscrits                     | Inscrits       | 68 807 | 100,00 |  |  |  |
| Abstentions    | Abstentions                  | Abstentions    | 14 493 | 21,06  |  |  |  |
| Votants        | Votants                      | Votants        | 54 314 | 78,94  |  |  |  |
| Blancs et nuls | Blancs et nuls               | Blancs et nuls | 1 830  | 3,37   |  |  |  |
| Exprimés       | Exprimés                     | Exprimés       | 52 484 | 96,63  |  |  |  |

Théo Faller était le suppléant d'Edmond Borocco.

### Élections de 1973
| Candidat       | Candidat               | Parti          | Premier tour | Premier tour | Second tour | Second tour |  |
| Candidat       | Candidat               | Parti          | Voix         | %            | Voix        | %           |  |
| -------------- | ---------------------- | -------------- | ------------ | ------------ | ----------- | ----------- |  |
|                | Edmond Borocco sortant | UDR (URP)      | 21 016       | 39           | 23 426      | 47,28       |  |
|                | Justin Hausherr élu    | CD (MR)        | 14 097       | 26,16        | 26 121      | 52,72       |  |
|                | Jean Joho              | PS (UGSD)      | 6 496        | 12,05        |             |             |  |
|                | Pierre Walter          | Divers droite  | 5 571        | 10,34        |             |             |  |
|                | Jean Lambs             | PCF            | 3 488        | 6,47         |             |             |  |
|                | Martin Schussler       | Divers         | 2 235        | 4,15         |             |             |  |
|                | Jean-Jacques Fleck     | FN             | 713          | 1,32         |             |             |  |
|                | Pierre-Jules Jung      | Divers         | 277          | 0,51         |             |             |  |
|                |                        |                |              |              |             |             |  |
| Inscrits       | Inscrits               | Inscrits       | 70 061       | 100,00       | 70 055      | 100,00      |  |
| Abstentions    | Abstentions            | Abstentions    | 13 671       | 19,51        | 16 220      | 23,15       |  |
| Votants        | Votants                | Votants        | 56 390       | 80,49        | 53 835      | 76,85       |  |
| Blancs et nuls | Blancs et nuls         | Blancs et nuls | 2 497        | 4,43         | 4 288       | 7,97        |  |
| Exprimés       | Exprimés               | Exprimés       | 53 893       | 95,57        | 49 547      | 92,03       |  |

Jean-Paul Schmitt, employé, maire de Bennwihr était le suppléant de Justin Hausherr.

### Élections de 1978
| Candidat       | Candidat            | Parti          | Premier tour | Premier tour | Second tour | Second tour |  |
| Candidat       | Candidat            | Parti          | Voix         | %            | Voix        | %           |  |
| -------------- | ------------------- | -------------- | ------------ | ------------ | ----------- | ----------- |  |
|                | Jean-Paul Fuchs élu | UDF (CDS)      | 28 097       | 44,22        | 42 606      | 67,35       |  |
|                | Bernard Wemaere     | PS             | 12 924       | 20,34        | 20 653      | 32,65       |  |
|                | Yves Muller         | RPR            | 10 175       | 16,01        | Retrait     | Retrait     |  |
|                | Bernard Deiss       | Écologie 78    | 4 447        | 7            |             |             |  |
|                | François Uhmann     | PCF            | 3 439        | 5,41         |             |             |  |
|                | Serge Kalb          | Divers droite  | 2 698        | 4,25         |             |             |  |
|                | Christian Petit     | LO             | 1 090        | 1,72         |             |             |  |
|                | Gérard Tourette     | MRG            | 673          | 1,06         |             |             |  |
|                |                     |                |              |              |             |             |  |
| Inscrits       | Inscrits            | Inscrits       | 78 061       | 100,00       | 78 064      | 100,00      |  |
| Abstentions    | Abstentions         | Abstentions    | 12 702       | 16,27        | 12 823      | 16,43       |  |
| Votants        | Votants             | Votants        | 65 359       | 83,73        | 65 241      | 83,57       |  |
| Blancs et nuls | Blancs et nuls      | Blancs et nuls | 1 816        | 2,78         | 1 982       | 3,04        |  |
| Exprimés       | Exprimés            | Exprimés       | 63 543       | 97,22        | 63 259      | 96,96       |  |

Le suppléant de Jean-Paul Fuchs était Roger Schmitt, maire de Kientzheim.

### Élections de 1981
|                | Jean-Paul Fuchs sortant réélu | UDF (CDS)      | 33 131 | 61,10  |  |  |  |
|                | Bernard Wemaere               | PS             | 17 010 | 31,37  |  |  |  |
|                | Paul Burg                     | MÉP            | 2 439  | 4,50   |  |  |  |
|                | Robert Bickard                | PCF            | 1 177  | 2,17   |  |  |  |
|                | Jean-Jacques Fleck            | Extrême droite | 469    | 0,86   |  |  |  |
|                |                               |                |        |        |  |  |  |
| Inscrits       | Inscrits                      | Inscrits       | 80 298 | 100,00 |  |  |  |
| Abstentions    | Abstentions                   | Abstentions    | 24 958 | 31,08  |  |  |  |
| Votants        | Votants                       | Votants        | 55 340 | 68,92  |  |  |  |
| Blancs et nuls | Blancs et nuls                | Blancs et nuls | 1 114  | 2,01   |  |  |  |
| Exprimés       | Exprimés                      | Exprimés       | 54 226 | 97,99  |  |  |  |

Roger Schmitt, maire de Kientzheim était le suppléant de Jean-Paul Fuchs.

### Élections de 1988
| Candidat       | Candidat           | Parti              | Premier tour | Premier tour | Second tour | Second tour |  |
| Candidat       | Candidat           | Parti              | Voix         | %            | Voix        | %           |  |
| -------------- | ------------------ | ------------------ | ------------ | ------------ | ----------- | ----------- |  |
|                | Edmond Gerrer élu  | UDF (CDS) (URC)    | 17 769       | 48,65        | 21 530      | 58,79       |  |
|                | Bernard Rodenstein | Divers gauche (PS) | 12 086       | 33,09        | 15 090      | 41,20       |  |
|                | Yves Schoepfer     | FN                 | 5 311        | 14,54        |             |             |  |
|                | Robert Bickard     | PCF                | 730          | 1,99         |             |             |  |
|                | Jean-Jacques Fleck | CNIP               | 347          | 0,95         |             |             |  |
|                | Philippe Greiner   | Divers             | 276          | 0,75         |             |             |  |
|                |                    |                    |              |              |             |             |  |
| Inscrits       | Inscrits           | Inscrits           | 59 250       | 100,00       | 59 249      | 100,00      |  |
| Abstentions    | Abstentions        | Abstentions        | 21 236       | 35,84        | 20 988      | 35,42       |  |
| Votants        | Votants            | Votants            | 38 014       | 64,16        | 38 261      | 64,58       |  |
| Blancs et nuls | Blancs et nuls     | Blancs et nuls     | 1 495        | 3,93         | 1 641       | 4,29        |  |
| Exprimés       | Exprimés           | Exprimés           | 36 519       | 96,07        | 36 620      | 95,71       |  |

Le suppléant d'Edmond Gerrer était Gilbert Meyer, RPR, directeur de collectivité territoriale, de Colmar.

### Élections de 1993
| Candidat       | Candidat              | Parti          | Premier tour | Premier tour | Second tour | Second tour |  |
| Candidat       | Candidat              | Parti          | Voix         | %            | Voix        | %           |  |
| -------------- | --------------------- | -------------- | ------------ | ------------ | ----------- | ----------- |  |
|                | Gilbert Meyer élu     | RPR            | 16 959       | 41,67        | 21 257      | 100,00      |  |
|                | Edmond Gerrer sortant | UDF (CDS)      | 6 849        | 16,83        | Retrait     | Retrait     |  |
|                | Guy Waehren           | Les Verts (EÉ) | 6 125        | 15,05        |             |             |  |
|                | René Becker           | FN             | 5 439        | 13,36        |             |             |  |
|                | Serge Rosenblieh      | PS (ADFP)      | 4 530        | 11,13        |             |             |  |
|                | Régine Mariage        | PCF            | 796          | 1,96         |             |             |  |
|                | Renée Coulanges       | Divers         | 0            | 0,00         |             |             |  |
|                |                       |                |              |              |             |             |  |
| Inscrits       | Inscrits              | Inscrits       | 61 380       | 100,00       | 61 381      | 100,00      |  |
| Abstentions    | Abstentions           | Abstentions    | 18 472       | 30,09        | 33 672      | 54,86       |  |
| Votants        | Votants               | Votants        | 42 908       | 69,91        | 27 709      | 45,14       |  |
| Blancs et nuls | Blancs et nuls        | Blancs et nuls | 2 210        | 5,15         | 6 452       | 23,28       |  |
| Exprimés       | Exprimés              | Exprimés       | 40 698       | 94,85        | 21 257      | 76,72       |  |

Le suppléant de Gilbert Meyer était Yves Muller, avocat, de Colmar.

### Élections de 1997
| Candidat       | Candidat                    | Parti          | Premier tour | Premier tour | Second tour | Second tour |  |
| Candidat       | Candidat                    | Parti          | Voix         | %            | Voix        | %           |  |
| -------------- | --------------------------- | -------------- | ------------ | ------------ | ----------- | ----------- |  |
|                | Gilbert Meyer sortant réélu | RPR            | 15 686       | 38,31        | 23 882      | 58,58       |  |
|                | Serge Rosenblieh            | PS             | 9 788        | 23,90        | 16 885      | 41,42       |  |
|                | René Becker                 | FN             | 7 236        | 17,67        |             |             |  |
|                | Michel Breuzard             | GÉ             | 1 831        | 4,47         |             |             |  |
|                | Guy Waehren                 | Les Verts      | 1 798        | 4,39         |             |             |  |
|                | Alphonse Peter              | diss. UDF      | 1 549        | 3,78         |             |             |  |
|                | Christian Rousset           | LO             | 1 221        | 2,98         |             |             |  |
|                | Simone Huck-Bargmann        | LDI (MPF)      | 1 037        | 2,53         |             |             |  |
|                | Gil Michel                  | PCF            | 800          | 1,95         |             |             |  |
|                |                             |                |              |              |             |             |  |
| Inscrits       | Inscrits                    | Inscrits       | 64 178       | 100,00       | 64 175      | 100,00      |  |
| Abstentions    | Abstentions                 | Abstentions    | 20 964       | 32,67        | 20 367      | 31,74       |  |
| Votants        | Votants                     | Votants        | 43 214       | 67,33        | 43 808      | 68,26       |  |
| Blancs et nuls | Blancs et nuls              | Blancs et nuls | 2 268        | 5,25         | 3 041       | 6,94        |  |
| Exprimés       | Exprimés                    | Exprimés       | 40 946       | 94,75        | 40 767      | 93,06       |  |

Le suppléant de Gilbert Meyer était Yves Muller.

### Élections de 2002
|                | Gilbert Meyer sortant réélu | UMP              | 20 935 | 52,13  |  |  |  |
|                | Monique Marchal             | PS               | 8 376  | 20,86  |  |  |  |
|                | Bruno Haebig                | FN               | 5 031  | 12,53  |  |  |  |
|                | Frédéric Hilbert            | Les Verts        | 1 395  | 3,47   |  |  |  |
|                | René Becker                 | MNR              | 1 128  | 2,81   |  |  |  |
|                | Brigitte Courteville        | Divers           | 600    | 1,49   |  |  |  |
|                | Gérard Probst               | MÉI              | 564    | 1,40   |  |  |  |
|                | Christian Rousset           | LO               | 546    | 1,36   |  |  |  |
|                | Lydia Lacentra              | MPF              | 536    | 1,33   |  |  |  |
|                | Mathieu Lavarenne           | Pôle républicain | 506    | 1,26   |  |  |  |
|                | Eliane Lodwitz              | PCF              | 342    | 0,85   |  |  |  |
|                | Vincent Wischlen            | Divers (PF)      | 203    | 0,51   |  |  |  |
|                |                             |                  |        |        |  |  |  |
| Inscrits       | Inscrits                    | Inscrits         | 68 320 | 100,00 |  |  |  |
| Abstentions    | Abstentions                 | Abstentions      | 27 151 | 39,74  |  |  |  |
| Votants        | Votants                     | Votants          | 41 169 | 60,26  |  |  |  |
| Blancs et nuls | Blancs et nuls              | Blancs et nuls   | 1 007  | 2,45   |  |  |  |
| Exprimés       | Exprimés                    | Exprimés         | 40 162 | 97,55  |  |  |  |

Le suppléant de Gilbert Meyer était Dominique Schmitt, maire de Heiteren, agent EDF.

### Élections de 2007
| Candidat       | Candidat                | Parti          | Premier tour | Premier tour | Second tour | Second tour |  |
| Candidat       | Candidat                | Parti          | Voix         | %            | Voix        | %           |  |
| -------------- | ----------------------- | -------------- | ------------ | ------------ | ----------- | ----------- |  |
|                | Gilbert Meyer sortant   | UMP            | 12 894       | 31,59        | 12 492      | 33,95       |  |
|                | Éric Straumann élu      | diss. UMP      | 12 426       | 30,44        | 24 298      | 66,05       |  |
|                | Hubert Miehe            | PS             | 6 189        | 15,16        |             |             |  |
|                | Odile Uhlrich-Mallet    | UDF–MoDem      | 4 329        | 10,60        |             |             |  |
|                | Patricia Badaire        | FN             | 1 597        | 3,91         |             |             |  |
|                | Frédéric Hilbert        | Les Verts      | 1 373        | 3,36         |             |             |  |
|                | Nathalie Villette-Kuntz | MÉI            | 557          | 1,36         |             |             |  |
|                | Christian Rousset       | LO             | 544          | 1,33         |             |             |  |
|                | Laëtitia Rabih          | PRG            | 355          | 0,87         |             |             |  |
|                | Gabrielle Krau          | Divers         | 309          | 0,76         |             |             |  |
|                | Gilles Fèvre            | MNR            | 248          | 0,61         |             |             |  |
|                |                         |                |              |              |             |             |  |
| Inscrits       | Inscrits                | Inscrits       | 71 936       | 100,00       | 71 935      | 100,00      |  |
| Abstentions    | Abstentions             | Abstentions    | 30 408       | 42,27        | 32 818      | 45,62       |  |
| Votants        | Votants                 | Votants        | 41 528       | 57,73        | 39 117      | 54,38       |  |
| Blancs et nuls | Blancs et nuls          | Blancs et nuls | 707          | 1,7          | 2 327       | 5,95        |  |
| Exprimés       | Exprimés                | Exprimés       | 40 821       | 98,3         | 36 790      | 94,05       |  |

Le suppléant d'Éric Straumann était Roland Wagner.

### Élections de 2012
| Candidat       | Candidat                     | Parti                    | Premier tour | Premier tour | Second tour | Second tour |  |
| Candidat       | Candidat                     | Parti                    | Voix         | %            | Voix        | %           |  |
| -------------- | ---------------------------- | ------------------------ | ------------ | ------------ | ----------- | ----------- |  |
|                | Éric Straumann sortant réélu | UMP                      | 14 495       | 35,41        | 22 753      | 62,21       |  |
|                | Victorine Valentin           | PS (EÉLV)                | 9 005        | 22,00        | 13 823      | 37,79       |  |
|                | Gilbert Meyer                | diss. UMP                | 7 739        | 18,91        |             |             |  |
|                | Vincent Wiss                 | RBM (FN)                 | 5 375        | 13,13        |             |             |  |
|                | Frédéric Hilbert             | EÉLV (MÉI)               | 1 241        | 3,03         |             |             |  |
|                | Antoine Walter               | Pirate                   | 985          | 2,41         |             |             |  |
|                | Guy Peterschmitt             | FG (PCF) (Divers gauche) | 659          | 1,61         |             |             |  |
|                | Yves Baumuller               | CpF (MoDem)              | 521          | 1,27         |             |             |  |
|                | Fabien Badariotti            | AÉI                      | 357          | 0,87         |             |             |  |
|                | Frédéric Collard             | DLR                      | 309          | 0,75         |             |             |  |
|                | Gilles Schaffar              | LO                       | 163          | 0,40         |             |             |  |
|                | Maurice Gaubier              | AR                       | 84           | 0,21         |             |             |  |
|                |                              |                          |              |              |             |             |  |
| Inscrits       | Inscrits                     | Inscrits                 | 74 093       | 100,00       | 74 091      | 100,00      |  |
| Abstentions    | Abstentions                  | Abstentions              | 32 625       | 44,03        | 36 211      | 48,87       |  |
| Votants        | Votants                      | Votants                  | 41 468       | 55,97        | 37 880      | 51,13       |  |
| Blancs et nuls | Blancs et nuls               | Blancs et nuls           | 535          | 1,29         | 1 304       | 3,44        |  |
| Exprimés       | Exprimés                     | Exprimés                 | 40 933       | 98,71        | 36 576      | 96,56       |  |

### Élections de 2017
Les élections ont eu lieu les 11 et 18 juin 2017.
- Député sortant : Éric Straumann (LR)

| Candidat                                          | Candidat                            | Premier tour | Premier tour | Second tour | Second tour |
| Candidat                                          | Candidat                            | Voix         | %            | Voix        | %           |
| ------------------------------------------------- | ----------------------------------- | ------------ | ------------ | ----------- | ----------- |
|                                                   | Éric Straumann*                     | 13 444       | 37,78        | 20 163      | 66,41       |
| Les Républicains                                  |                                     | 13 444       | 37,78        | 20 163      | 66,41       |
|                                                   | Stéphanie Villemin                  | 9 339        | 26,24        | 10 199      | 33,59       |
| La République en marche                           |                                     | 9 339        | 26,24        | 10 199      | 33,59       |
|                                                   | Marie-Hélène de Lacoste-Lareymondie | 4 063        | 11,42        |             |             |
| Front national                                    |                                     | 4 063        | 11,42        |             |             |
|                                                   | Didier Ottermann                    | 1 901        | 5,34         |             |             |
| La France insoumise                               |                                     | 1 901        | 5,34         |             |             |
|                                                   | Frédéric Hilbert                    | 1 642        | 4,61         |             |             |
| Europe Écologie Les Verts                         |                                     | 1 642        | 4,61         |             |             |
|                                                   | Nadia Hoog                          | 1 096        | 3,08         |             |             |
| Unser Land                                        |                                     | 1 096        | 3,08         |             |             |
|                                                   | Philippe Rogala                     | 1 015        | 2,85         |             |             |
| Divers droite                                     |                                     | 1 015        | 2,85         |             |             |
|                                                   | Fabien Badariotti                   | 590          | 1,66         |             |             |
| Parti animaliste                                  |                                     | 590          | 1,66         |             |             |
|                                                   | Christophe Kleitz                   | 501          | 1,41         |             |             |
| Parti du vote blanc                               |                                     | 501          | 1,41         |             |             |
|                                                   | Marie-Agnès Strazel                 | 446          | 1,25         |             |             |
| Parti radical de gauche                           |                                     | 446          | 1,25         |             |             |
|                                                   | Erol Yucel                          | 413          | 1,16         |             |             |
| Parti égalité et justice                          |                                     | 413          | 1,16         |             |             |
|                                                   | Sabrina Blondé                      | 406          | 1,14         |             |             |
| Debout la France                                  |                                     | 406          | 1,14         |             |             |
|                                                   | Lydia Beroff                        | 173          | 0,49         |             |             |
| Union populaire républicaine                      |                                     | 173          | 0,49         |             |             |
|                                                   | Joël Jérome                         | 168          | 0,47         |             |             |
| Divers                                            |                                     | 168          | 0,47         |             |             |
|                                                   | Gilles Schaffar                     | 146          | 0,41         |             |             |
| Lutte ouvrière                                    |                                     | 146          | 0,41         |             |             |
|                                                   | Régine Mariage                      | 114          | 0,32         |             |             |
| Parti communiste français                         |                                     | 114          | 0,32         |             |             |
|                                                   | Paul Martin                         | 70           | 0,20         |             |             |
| Mouvement des progressistes                       |                                     | 70           | 0,20         |             |             |
|                                                   | Christophe Elchinger                | 57           | 0,16         |             |             |
| Divers                                            |                                     | 57           | 0,16         |             |             |
|                                                   |                                     |              |              |             |             |
| Inscrits                                          | Inscrits                            | 76 086       | 100,00       | 76 069      | 100,00      |
| Abstentions                                       | Abstentions                         | 39 957       | 52,52        | 43 958      | 57,79       |
| Votants                                           | Votants                             | 36 129       | 47,48        | 32 111      | 42,21       |
| Blancs                                            | Blancs                              | 391          | 1,08         | 1 211       | 3,77        |
| Nuls                                              | Nuls                                | 154          | 0,43         | 538         | 1,68        |
| Exprimés                                          | Exprimés                            | 35 584       | 98,49        | 30 362      | 94,55       |
| * député sortant                                  |                                     |              |              |             |             |
| Résultats sur le site du ministère de l'Intérieur |                                     |              |              |             |             |

### Élection partielle de 2020
Après l’élection d'Éric Straumann à la mairie de Colmar et la nomination de sa suppléante, Brigitte Klinkert, au gouvernement, une élection partielle est organisée.
| Candidat       | Candidat               | Parti          | Premier tour | Premier tour | Second tour | Second tour |  |
| Candidat       | Candidat               | Parti          | Voix         | %            | Voix        | %           |  |
| -------------- | ---------------------- | -------------- | ------------ | ------------ | ----------- | ----------- |  |
|                | Yves Hemedinger élu    | LR             | 6 944        | 45,39        | 8 933       | 62,67       |  |
|                | Frédéric Hilbert       | EÉLV           | 3 600        | 23,53        | 5 097       | 36,33       |  |
|                | Christian Zimmermann   | RN             | 2 148        | 14,04        |             |             |  |
|                | Michel Clog            | Divers gauche  | 1 196        | 7,82         |             |             |  |
|                | Pascal Tschaen         | DLF            | 588          | 3,84         |             |             |  |
|                | Jean-Frédéric Baechler | LREM           | 479          | 3,13         |             |             |  |
|                | Gilles Schaffar        | LO             | 311          | 2,03         |             |             |  |
|                | Thomas Fritz           | Divers         | 32           | 0,21         |             |             |  |
|                |                        |                |              |              |             |             |  |
| Inscrits       | Inscrits               | Inscrits       | 77 299       | 100,00       | 77 305      | 100,00      |  |
| Abstentions    | Abstentions            | Abstentions    | 61 596       | 79,69        | 62 681      | 81,08       |  |
| Votants        | Votants                | Votants        | 15 703       | 20,31        | 14 624      | 18,92       |  |
| Blancs et nuls | Blancs et nuls         | Blancs et nuls | 405          | 2,58         | 594         | 4,06        |  |
| Exprimés       | Exprimés               | Exprimés       | 15 298       | 97,42        | 14 030      | 95,94       |  |

La suppléante d'Yves Hemedinger était Christelle Lehry, conseillère régionale, de Muntzenheim.

### Élections de 2022
Les élections législatives françaises de 2022 se déroulent les dimanches 12 et 19 juin 2022.
| Résultats des élections législatives des 12 et 19 juin 2022 de la 1re circonscription du Haut-Rhin |                          |                          |                          |              |              |             |             |
| Candidat                                                                                           | Candidat                 | Parti et coalition       | Nuance                   | Premier tour | Premier tour | Second tour | Second tour |
| Candidat                                                                                           | Candidat                 | Parti et coalition       | Nuance                   | Voix         | %            | Voix        | %           |
| | Brigitte Klinkert        | LREM (ENS)               | ENS                      | 11 791       | 34,58        | 14 141      | 50,22       |
| | Yves Hemedinger          | LR (UDC)                 | LR                       | 7 014        | 20,57        | 14 015      | 49,78       |
| | Steven Schoenbeck        | RN                       | RN                       | 5 866        | 17,20        |             |             |
| | Aïcha Fritsch            | PS (NUPES)               | SOC                      | 5 027        | 14,74        |             |             |
| | Ariane Bischoff Batma    | REC                      | REC                      | 1 103        | 3,23         |             |             |
| | Cyrielle Couval          | DLF (UPF)                | DSV                      | 909          | 2,67         |             |             |
| | Paul Martin              | PRG                      | RDG                      | 831          | 2,44         |             |             |
| | Thiébaut Zitvogel        | UL                       | REG                      | 700          | 2,05         |             |             |
| | Laure Gisie              | PA                       | ECO                      | 627          | 1,84         |             |             |
| | Gilles Schaffar          | LO                       | DXG                      | 234          | 0,69         |             |             |
| Votes valides                                                                                      | Votes valides            | Votes valides            | Votes valides            | 34 102       | 98,35        | 28 156      | 93,18       |
| Votes blancs                                                                                       | Votes blancs             | Votes blancs             | Votes blancs             | 403          | 1,16         | 1 561       | 5,17        |
| Votes nuls                                                                                         | Votes nuls               | Votes nuls               | Votes nuls               | 170          | 0,49         | 500         | 1,65        |
| Total                                                                                              | Total                    | Total                    | Total                    | 34 675       | 100          | 30 217      | 100         |
| Abstention                                                                                         | Abstention               | Abstention               | Abstention               | 43 605       | 55,70        | 48 074      | 61,40       |
| Inscrits / participation                                                                           | Inscrits / participation | Inscrits / participation | Inscrits / participation | 78 280       | 44,30        | 78 291      | 38,60       |

Le suppléant de Brigitte Klinkert est Marc Bouché, médecin, maire de Muntzenheim.

### Élections de 2024
| Candidat                 | Candidat                 | Parti et coalition       | Nuances                  | Premier tour | Premier tour | Second tour | Second tour |
| Candidat                 | Candidat                 | Parti et coalition       | Nuances                  | Voix         | %            | Voix        | %           |
| ------------------------ | ------------------------ | ------------------------ | ------------------------ | ------------ | ------------ | ----------- | ----------- |
|                          | Laurent Gnaedig          | RN                       | RN                       | 16 833       | 34,24        | 20 411      | 41,86       |
|                          | Brigitte Klinkert        | RE (ENS)                 | ENS                      | 14 945       | 30,40        | 28 349      | 58,14       |
|                          | Aïcha Fritsch            | PS (NFP)                 | UG                       | 8 727        | 17,75        |             |             |
|                          | Yves Hemedinger          | LR                       | LR                       | 6 547        | 13,32        |             |             |
|                          | Thiébault Zitvogel       | UL (R&PS)                | REG                      | 1 007        | 2,05         |             |             |
|                          | Cyrielle Couval          | DLF                      | DSV                      | 591          | 1,20         |             |             |
|                          | Gilles Schaffar          | LO                       | EXG                      | 341          | 0,69         |             |             |
|                          | Ariane Bischoff-Batma    | REC                      | REC                      | 174          | 0,35         |             |             |
|                          |                          |                          |                          |              |              |             |             |
| Votes valides            | Votes valides            | Votes valides            | Votes valides            | 49 165       | 97,92        |             |             |
| Votes blancs             | Votes blancs             | Votes blancs             | Votes blancs             | 721          | 1,44         | 1 639       |             |
| Votes nuls               | Votes nuls               | Votes nuls               | Votes nuls               | 323          | 0,64         | 533         |             |
| Total                    | Total                    | Total                    | Total                    | 50 209       | 100          |             | 100         |
| Abstention               | Abstention               | Abstention               | Abstention               | 28 778       | 36,43        |             |             |
| Inscrits / participation | Inscrits / participation | Inscrits / participation | Inscrits / participation | 78 987       | 63,57        |             |             |